# Pilot Station
Pilot Station – miasto w Stanach Zjednoczonych, w stanie Alaska, w okręgu Wade Hampton. W miejscowości ma siedzibę prawosławna parafia Przemienienia Pańskiego.